# Gaston (Carolina del Nord)
Gaston és una població dels Estats Units a l'estat de Carolina del Nord. Segons el cens del 2000 tenia 973 habitants.

## Demografia
Segons el cens del 2000, Gaston tenia 973 habitants, 429 habitatges i 296 famílies. La densitat de població era de 222,3 habitants per km².
Dels 429 habitatges en un 27,7% hi vivien nens de menys de 18 anys, en un 43,6% hi vivien parelles casades, en un 22,6% dones solteres, i en un 30,8% no eren unitats familiars. En el 27,7% dels habitatges hi vivien persones soles l'11,9% de les quals corresponia a persones de 65 anys o més que vivien soles. El nombre mitjà de persones vivint en cada habitatge era de 2,27 i el nombre mitjà de persones que vivien en cada família era de 2,73.
Per edats la població es repartia de la següent manera: un 24,7% tenia menys de 18 anys, un 8,8% entre 18 i 24, un 28,8% entre 25 i 44, un 23,1% de 45 a 60 i un 14,6% 65 anys o més.
L'edat mediana era de 37 anys. Per cada 100 dones de 18 o més anys hi havia 80,5 homes.
La renda mediana per habitatge era de 23.824 $ i la renda mediana per família de 29.375 $. Els homes tenien una renda mediana de 27.500 $ mentre que les dones 18.819 $. La renda per capita de la població era de 14.247 $. Entorn del 18,2% de les famílies i el 21,1% de la població estaven per davall del llindar de pobresa.

## Poblacions més properes
El següent diagrama mostra les poblacions més properes.